# Friedrich Hiebel
Friedrich Hiebel (* 10. Februar 1903 in Wien; † 16. Oktober 1989 in Dornach SO) war ein österreichischer Germanist, Anthroposoph, Publizist und Schriftsteller.

## Leben
Friedrich Hiebel ist als Sohn eines Mathematiklehrers zunächst in Wien, nach dessen Tod in Reichenberg aufgewachsen. Ab seinem 15. Lebensjahr besuchte er das Stiftsgymnasium Kremsmünster. 1921 begegnete er Rudolf Steiner, auf dessen Anregung hin er in Wien Germanistik und Geschichte studierte. Dort promovierte er 1928 mit einer Arbeit über Wilhelm von Schütz.
Ab 1929 arbeitete er als Lehrer an der Waldorfschule zunächst in Essen und ab 1930 in Stuttgart, daneben als Redakteur für die Zeitschrift Erziehungskunst. Nach der Machtergreifung der Nationalsozialisten musste er 1933 in Deutschland die Schule verlassen und ging 1934 nach Wien.
1939 emigrierte er in die USA und war die nächsten sieben Jahre in New York als Waldorflehrer und Herausgeber der Zeitschrift Education as an Art, dann als Lektor und Germanistik-Professor an mehreren Universitäten tätig. Er freundete sich mit zahlreichen anderen Emigranten wie Bruno Walter an.
1961 zog er mit seiner Familie – er hatte 1945 geheiratet – nach Dornach, wo er 1963 von Albert Steffen in den Vorstand der Anthroposophischen Gesellschaft berufen wurde und als dessen Nachfolger die Leitung der „Sektion für Schöne Wissenschaften“ am Goetheanum und 1966 die Herausgabe und Redaktion der Wochenschrift Das Goetheanum übernahm, die er bis zu seinem Tod 1989 ausübte.

## Werke

### Literarische Werke
- Ikarus. Wege der Wandlung. Ein Gedichtkreis. Adam, Hannover 1926
- Der Bote des Neuen Bundes. Drama eines historischen Mythus. Orient-Occident, Stuttgart 1928; Neuausgabe als: Der Bote des Neuen Bundes. Drama der Zeitenwende um Johannes den Täufer. Geering, Dornach 1968
- Der geteilte Ton. Geschichte einer Sprachenverwirrung. Heitz, Straßburg 1930
- Die Kristallkugel. Dramatische Märchen-Feier. Waldorfschul-Verlag, Stuttgart 1931
- Die letzte Bank. Erzählung. Europäischer Verlag, Leipzig und Wien 1935
- Wege zweier Welten. Gedichte. Graubaum, San Francisco 1942
- Campanella. Der Sucher nach dem Sonnenstaat. Geschichte eines Schicksals. Freies Geistesleben, Stuttgart 1972
- Seneca. Dramatische Dichtung um Paulus in Neros Rom. Freies Geistesleben, Stuttgart 1974
- Der Tod des Aristoteles. Roman einer Menschheitswende. Freies Geistesleben, Stuttgart 1977
- Im Stillstand der Stunden. Gedichte. Geering, Dornach 1978
- Boethius. Der römische Retter des Aristoteles. Philosophisch-Anthroposophischer Verlag, Dornach 1991

### Biographien und Sachbücher
- Die Geburt der neuhochdeutschen Sprache. Ein Beitrag zur Pädagogik des Sprachunterrichts als Phänomenologie des menschlichen Bewußtseinswandels. Waldorfschul-Verlag, Stuttgart 1931
- Shakespeare and the Awakening of Modern Consciousness. Anthroposophic Press, New York 1940
- Paulus und die Erkenntnislehre der Freiheit. Geering, Basel 1946
- The Gospel of Hellas. The mission of ancient Greece and the advent of Christ. Anthroposophic Press, New York 1949
  - deutsch als: Die Botschaft von Hellas. Von der griechischen Seele zum christlichen Geist. Francke, Bern 1953
- Novalis. Der Dichter der blauen Blume. Francke, Bern 1951
- Christian Morgenstern. Wende und Aufbruch unseres Jahrhunderts. Francke, Bern 1957
- Bibelfunde und Zeitgewissen. Die Schriftrollen vom Toten Meer im Lichte der Christologie Rudolf Steiners. Geering, Dornach 1959
- Albert Steffen. Die Dichtung als Schöne Wissenschaft. Francke, Bern und München 1960
- Goethe, die Erhöhung des Menschen. Perspektiven einer morphologischen Lebensschau. Francke, Bern und München 1961
- Alpha und Omega. Sprachbetrachtungen. Philosophisch-Anthroposophischer Verlag, Dornach 1963
- Himmelskind und Adamsbotschaft. Kunstgeschichtliche Menschheitsmotive im besonderen Zusammenhang mit Michelangelos Sixtinischer Decke. Philosophisch-Anthroposophischer Verlag, Dornach 1964
- Neue Wege der Dichtung. Zum achtzigsten Geburtstag von Albert Steffen. Verlag für Schöne Wissenschaften, Dornach 1964
- Rudolf Steiner im Geistesgang des Abendlandes. Francke, Bern und München 1965
- Biographik und Essayistik. Zur Geschichte der Schönen Wissenschaften. Francke, Bern und München 1970
- Mysteriendramen am Goetheanum. Philosophisch-Anthroposophischer Verlag, Dornach 1973
- Goethe und die Schweiz. Philosophisch-Anthroposophischer Verlag, Dornach 1982
- Das Drama des Dramas. Blicke auf den Bewußtseinswandel des Theaters. Philosophisch-Anthroposophischer Verlag, Dornach 1984
- Entscheidungszeit mit Rudolf Steiner. Erlebnis und Begegnung. Philosophisch-Anthroposophischer Verlag, Dornach 1986

Herausgeber
- mit Kurt E. Becker und Hans Peter Schreiner: Rudolf Steiner. Der anthroposophische Weg. Kindler Taschenbücher, Reihe Geist und Psyche, München 1982; Reprint Fischer Taschenbuch-Verlag, Frankfurt 1983, fünfte Auflage 1989